# Dean Lewis
Dean Lewis (Sydney, 21 ottobre 1987) è un cantautore australiano.
Dean Lewis è conosciuto a livello mondiale per la sua hit Be Alright, pubblicata nel 2018 che ha raggiunto la vetta della classifica australiana ed è stata classificata 8 volte disco di platino in Australia, due volte disco di platino negli Stati Uniti e multi platino nel resto del mondo.
Lewis ha pubblicato il proprio disco di debutto, A Place We Knew, il 22 marzo 2019.

## Carriera

### Gli inizi -Same Kind of Different
Lewis ha deciso di seguire la carriera musicale dopo aver guardato un DVD live degli Oasis nel 2005.
"Ricordo di aver visto Liam Gallagher indossare il suo cappello e questa giacca rossa... ammirare lui e Noel, erano i ragazzi più cool di sempre. Ho trascorso i successivi cinque anni a guardare ogni video degli Oasis - Noel Gallagher mi ha praticamente insegnato a scrivere canzoni" ricorda Lewis.
Lewis ha firmato il suo primo contratto discografico con Specific Music nel 2014 e il primo contratto con una major con Island Records e Universal Music Australia nel marzo 2016. Ha pubblicato poi il suo primo singolo Waves il 30 settembre 2016. La canzone è stata utilizzata in diversi programmi televisivi americani come Suits, Greys Anatomy, Valor, Riverdale, All American e Shadowhunters: The Mortal Instruments, è stata inoltre certificata 6 volte disco di platino in Australia.
Lewis ha poi pubblicato Need You Now nell'aprile 2017 e il 12 maggio 2017 ha pubblicato il primo EP Same Kind of Different. Nello stesso anno ha ottenuto cinque nomination agli ARIA Music Awards. I singoli estratti dall'EP sono stati Waves, Need You Now, Lose My Mind, certificato platino in Australia, e Chemicals, certificato oro in Australia.

### A Place We Knew,secondo album (2018-presente)
Nel giugno 2018, Lewis ha pubblicato il singolo Be Alright, arrivato nelle radio italiane da settembre 2018. Il singolo è rimasto in vetta alla classifica australiana per cinque settimane consecutive, diventando il suo primo singolo a raggiungere la vetta. Inoltre è stato certificato platino 8 volte in Australia. Ha raggiunto la prima posizione in Belgio, la top five in Nuova Zelanda, Svezia e Irlanda, la top 10 nei Paesi Bassi e in Svizzera, la top 20 nel Regno Unito e Scozia e la top 30 negli Stati Uniti, raggiungendo la prima posizione della Billboard Adult Pop Chart. Nel gennaio 2019 ha pubblicato un nuovo singolo 7 Minutes, per poi pubblicare il suo album di debutto A Place We Knew il 22 marzo 2019. Come secondo singolo estratto dall'album di debutto ha fatto seguito Stay Awake il 19 marzo e successivamente Waves - Timbaland Remix, il 30 giugno e Straight Back Down poco dopo per il mercato australiano. Sempre nel 2019 ha pubblicato un brano in collaborazione con il DJ Martin Garrix il 31 ottobre del 2019, intitolato Used to Love.
Nel marzo 2021 ha pubblicato il singolo Falling Up in qualità di primo estratto dal suo secondo album. Nello stesso anno pubblica, sempre come estratto del suo secondo album Looks like me. Nel marzo del 2022 esce un altro singolo dall'enorme successo, Hurtless, al quale segue l'annuncio del primo tour globale. durante il periodo estivo escono due collaborazioni con il dj Kygo, Never really loved me e Lost with you.
Il 31 agosto esce il singolo How do I say goodbye. Il 4 novembre del 2022 esce il suo secondo album The hardest love.

## Discografia

### Album in studio
- 2019 – A Place We Knew
- 2022 –  The Hardest Love

### EP
- 2017 – Same Kind of Different

### Singoli
- 2016 – Waves
- 2017 – Need You Now
- 2017 – Lose My Mind
- 2018 – Chemicals
- 2018 – Be Alright
- 2019 – 7 Minutes
- 2019 – Stay Awake
- 2019 – Straight Back Down
- 2019 – Used to Love (con Martin Garrix)
- 2021 – Falling Up
- 2021 – Looks like Me
- 2022 – Hurtless
- 2022 – Never Really Loved Me (con Kygo)
- 2022 – Lost Without You (con Kygo)
- 2022 – How Do I Say Goodbye